# Hanna (profet)
Profetissan Hanna var en kvinnlig profet som omnämns i Lukasevangeliet. I avsnittet ”Jesus hos Symeon och Hanna i templet” i kapitel 2, verserna 36–38 i Bibel 2000 står det:
| ” | Där fanns också en kvinna med profetisk gåva, Hanna, Fanuels dotter, av Ashers stam. Hon var till åren kommen; som ung hade hon varit gift i sju år, sedan hade hon levt som änka och var nu åttiofyra år gammal. Hon vek aldrig från templet utan tjänade Gud dag och natt med fasta och bön. Just i den stunden kom hon fram, och hon tackade och prisade Gud och talade om barnet för alla som väntade på Jerusalems befrielse. | „ |